# Luz de navegación marítima
El presente artículo se refiere a normas para aguas internacionales. En aguas de jurisdicción de alguna nación esta reglas pueden sufrir o no alguna alteración.
Las luces de navegación marítima son las que se instalan a bordo de cualquier tipo de embarcación con el fin de alertar a las demás naves en el área de su presencia, informar las capacidades de maniobra, dirección de avance y características especiales para que en función de una correcta identificación se faciliten las maniobras tendientes a evitar abordajes.
Las características de las luces de navegación, colores, arcos de visibilidad, alcance y posición relativa de instalación, están establecidas por el Reglamento Internacional para Prevenir Abordajes (RIPA)
Se enumera a continuación una descripción somera del conjunto de luces que deben exhibir las embarcaciones de acuerdo a las características particulares de cada una de ellas.

## Características

Características - Colores - Arcos de visibilidad.

| Ref | Nombre                     | Colo     | Arco de Visibilidad       | Alcance óptico (eslora > 50 m) |
| 1   | Luz de Tope de proa o popa | Blanca   | 225 grados (20 cuartas)   | 6 millas                       |
| 2   | Luz de banda (Babor)       | Roja     | 112,5 grados (10 cuartas) | 3 millas                       |
| 3   | Luz de banda (Estribor)    | Verde    | 112,5 grados (10 cuartas) | 3 millas                       |
| 4   | Luz de alcance             | Blanca   | 135 grados (12 cuartas)   | 3 millas                       |
| 5   | Luz de remolque            | Amarilla | 135 grados (12 cuartas)   | 3 millas                       |
| 6   | Todo horizonte             | Blanca   | 360 grados (32 cuartas)   | 3 millas                       |
| 7   | Todo horizonte             | Roja     | 360 grados (32 cuartas)   | 3 millas                       |
| 8   | Todo horizonte             | Verde    | 360 grados (32 cuartas)   | 3 millas                       |
| 9   | Destellante                | Amarilla | 360 grados (32 cuartas)   | 3 millas                       |

## Buques de propulsión mecánica
Definición: buque de propulsión mecánica es toda embarcación movida por una máquina.
Los buques de propulsión mecánica se subdividen según su eslora en:
- - Eslora superior a 50 metros (Caso 23-a).
  - Eslora inferior a 50 metros y superior a 12 metros (Caso 23-b).
  - Eslora inferior a 12 metros (Caso 23-c).
  - Eslora inferior a 7 metros y velocidad máxima inferior a 7 nudos (Caso 23-d).

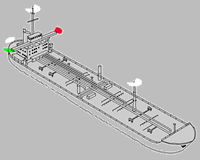
Caso 23-a
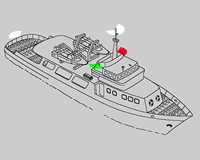
Caso 23-b
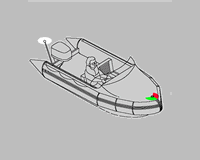
Caso 23-c
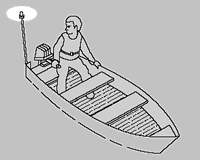
Caso 23-d

Capítulo aparte merecen las embarcaciones sin calado o aerodeslizadores.
Los aerodeslizadores cuando operan sobre el colchón de aire (modalidad sin calado) exhiben además una luz destellante todo horizonte.
- - Eslora inferior a 50 m sin calado (Caso 23-x).
  - Eslora inferior a 50 m con calado (Caso 23-y).

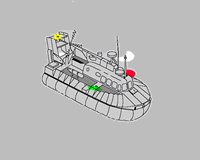
Caso 23-x
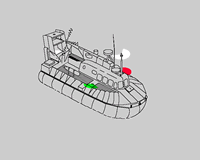
Caso 23-y

## Buques remolcando o empujando
Definiciones:
- Remolcador: es todo buque de propulsión mecánica que remolca a otro.
- Longitud del remolque: se mide desde la popa del remolcador hasta la popa del último buque o remolcado.

De acuerdo a eslora del remolcador y la longitud del remolque distinguimos:
- - Eslora del remolcador inferior a 50 metros longitud del remolque superior a 200 m (caso 24-a)
  - Eslora del remolcador inferior a 50 metros longitud del remolque inferior a 200 m (caso 24-a2)

En caso de un empujador y un empujado con conexión rígida entre ambos formando una unidad compuesta exhibirán:
- - Eslora del conjunto superior a 50 metros. (caso 24-b).
  - Eslora del conjunto inferior a 50 metros. (caso 24-c).

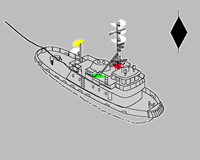
Caso 24-a
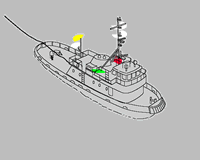
Caso 24-a2
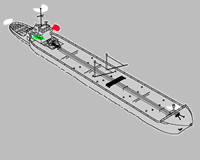
Caso 24-b
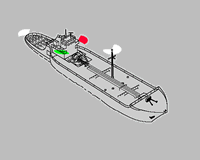
Caso 24-c

- - Eslora del remolcador menor de 50 metros empujando hacia proa sin conexión rígida o abarloado (caso 24-e).
  - Eslora del remolcador mayor de 50 m, longitud del remolque mayor de 200 metros (caso 24-f).
  - Objeto remolcado en conjunto de longitud mayor de 200 m (caso 24-g)
  - Objeto remolcado parcialmente sumergido o de poca visibilidad, ancho inferior a 25 m (Caso 24-h)

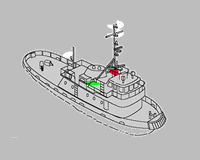
Caso 24-e
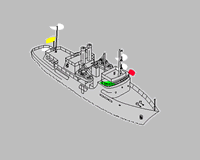
Caso 24-f
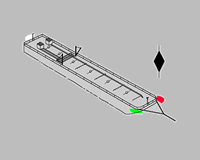
Caso 24-g
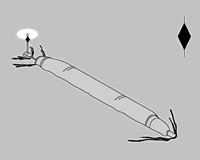
Caso 24-h

- - Buque empujando que no constituya una unidad compuesta o de enlace rígido (Caso 24-i)
  - Buque remolcando por el costado o abarloado (Caso 24-j)

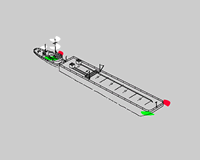
Caso 24-i
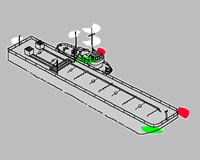
Caso 24-j

## Buques de vela o embarcaciones a remo
Definición: la expresión buque de vela significa todo buque navegando a vela siempre que su máquina propulsora, caso de llevarla, no se esté utilizando.
- Buque a vela, eslora superior a 20 metros. Luces de banda más luz de alcance (caso 25-a)
- Buque a vela, eslora inferior a 20 metros. Las tres luces del caso anterior en un farol combinado en el tope del mástil. (caso 25-b)
- Buque de vela, adicionalmente en forma optativa exhibirán en el tope del mástil dos luces todo horizonte, una roja sobre una verde. (caso 25-c)
- Buque de vela o remo, eslora inferior a 7 m exhibirán una luz de mano o linterna. (caso 25-d).

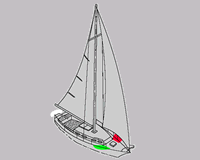
Caso 25-a
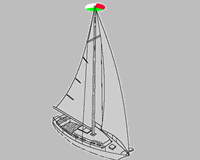
Caso 25-b
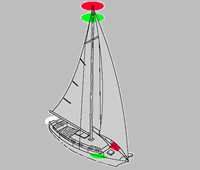
Caso 25-c
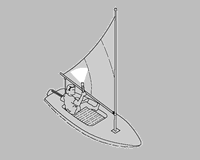
Caso 25-d

## Buques de pesca
Los buques pesqueros a los fines del reglamento para prevenir abordajes se dividen en dos categorías , los pesqueros de arrastre y los pesqueros de línea.
El término "buque dedicado a la pesca" significa todo buque que esté pescando con redes, líneas, aparejos de arrastre u otras artes de pesca que restrinjan su capacidad de maniobra.
Los buque dedicados a la pesca de arrastre exhibirán según su eslora y si están con o sin arrancada.
- - Pesquero de arrastre eslora superior a 50 m sin arrancada (caso 26b1)
  - Pesquero de arrastre eslora inferior a 50 metros sin arrancada (caso 26b2)
  - Pesquero de arrastre eslora inferior a 50 metros con arrancada (caso 26b3)
  - Pesquero de arrastre eslora superior a 50 metros con arrancada (caso 26b4)

Se denomina arrancada al camino que efectúa el buque sobre el agua por efecto de la inercia una vez detenidas las máquinas.

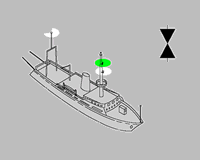
Caso 26b1
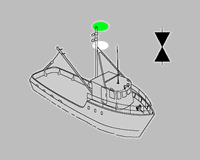
Caso 26b2
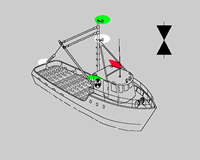
Caso 26b3
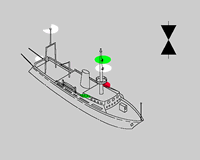
Caso 26b4

Los pesqueros cuyo arte de pesca no sea el arrastre pero que tengan capacidad de maniobra restringida exhibirán ( pesqueros de línea).
- - Pesquero de línea con arrancada. (Caso 26c1)
  - Pesquero de línea sin arrancada. (Caso 26c2)

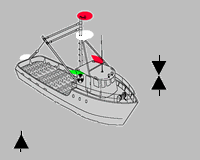
Caso 26c1
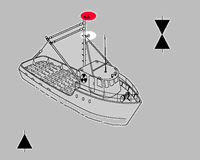
Caso 26c2

## Buques sin gobierno o con capacidad de gobierno restringida
Definición: buque sin gobierno significa todo buque que por cualquier circunstancia excepcional es incapaz de maniobrar y por ende de apartarse de la derrota (del camino) de otro buque.
- - Buque sin gobierno sin arrancada. (caso 27a)
  - Buque sin gobierno con arrancada. (caso 27a1)

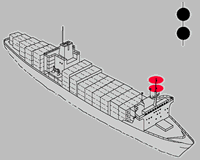
Caso 27a
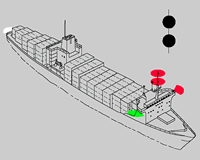
Caso 27a1

Buque con Capacidad de Maniobra Restringida (BCMR) se refiere a buques que por la naturaleza de la tarea que realizan tienen su capacidad de maniobra limitada y por ende se ven imposibilitados de apartarse de la derrota de otro buque. Esta categoría incluye por ejemplo a: buques en tarea de balizamiento, dragado, lanzamiento o recuperación de aeronaves, buque que se encuentran trasbordando combustible, provisiones o personas, también remolcadores que por alguna razón se restringe su capacidad de maniobra, buques dedicados a la remoción de minas militares (barreminas) etc.
- - BCMR (Balizador) con arrancada, eslora inferior a 50 m (caso 27b).
  - BCMR (Balizador) fondeado, eslora inferior a 50 m (caso 27b1).
  - BCMR (Remolcador) longitud del remolque inferior a 200 m y eslora inferior a 50 (caso 27c)

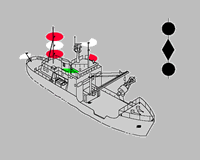
Caso 27b
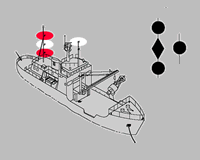
Caso 27b1
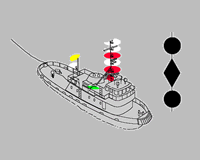
Caso 27c

Los buques destinados a tareas de dragado exhiben además por la banda que obstruyen la navegación dos luces rojas todo horizonte y dos verdes de igual característica por la banda que se los puede franquear.
- - Draga , con arrancada, obstruyendo navegación por su estribor (caso 27d)
  - Draga , sin arrancada, obstruyendo navegación por su estribor (caso 27d2)
  - Embarcación en tareas de asistencia de buceo (caso e2)
  - Barreminas en navegación, eslora menor de 50 m (caso 27f)

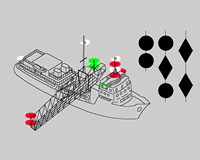
Caso 27d
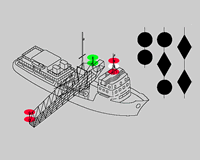
Caso 27d2
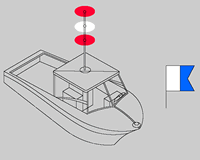
Caso 27e2
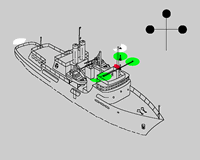
Caso 27f

## Buques restringidos por el calado
Definición: buque restringido por su calado, significa un buque de propulsión mecánica que, por razón de su calado en relación con la profundidad y anchura disponible de agua navegable, tiene una capacidad muy restringida de apartarse de la derrota que está siguiendo. (Caso 28)
Además de las luces correspondiente a su eslora como buque de propulsión mecánica exhibirá tres luces rojas en forma vertical de todo horizonte.

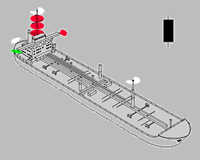
Caso 28

## Embarcaciones de práctico
Las embarcaciones destinadas al transporte y asistencia de embarque de prácticos (pilotos) exhibirán:
- - Una luz blanca sobre una roja de todo horizonte.
  - Cuando se encuentren en navegación, además las luces de banda y alcance (caso 29)
  - Cuando estén fondeadas las luces de buque fondeado correspondiente a su eslora (caso 29a)
  - Cuando no estén en servicio de practicaje exhibirán las luces correspondiente a su eslora.

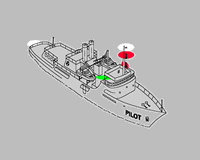
Caso 29
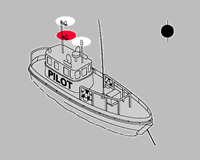
Caso 29a

## Buques fondeados y/o varados
- - Los buque fondeados de eslora superior a 50 m, exhibirán en proa una luz blanca todo horizonte, lo mismo que en la popa pero por debajo de la línea de la de proa. Los buques fondeados podrán además exhibir las luces de trabajo sobre cubierta (caso 30a).
  - Los buques fondeados de menos de 50 m de eslora una luz blanca todo horizonte (caso 30b).

Los buques varados, exhibirán según su eslora las luces de fondeo más las de sin gobierno (casos 30d y 30d2).

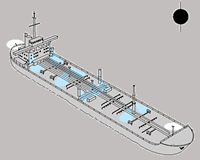
Caso 30a
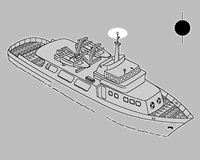
Caso 30b
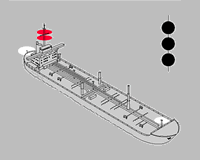
Caso 30d
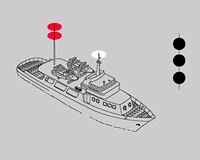
Caso 30d2